# IBSA-Weltmeisterschaften 2015
Die 5. IBSA-Weltmeisterschaften (engl.: IBSA World Games oder IBSA World Championships and Games) der International Blind Sports Federation (Internationaler Blindensportverband) fanden vom 8. bis 18. Mai 2015 in elf südkoreanischen Städten inklusive Seoul und Incheon statt.
Die Wettkämpfe wurden um einige Sportarten erweitert und umfassten Blindenfußball, 10-Kegel-Bowling, Gewichtheben, Goalball, Judo, Leichtathletik, Schwimmen, Schach und Tischball.
Von den ungefähr 6.000 Athleten aus 57 Ländern gewannen 45 Länder Medaillen, wovon Russland mit 114 (48 Gold, 35 Silber and 31 Bronze) an der Spitze lag.